# Sobota (miasto)

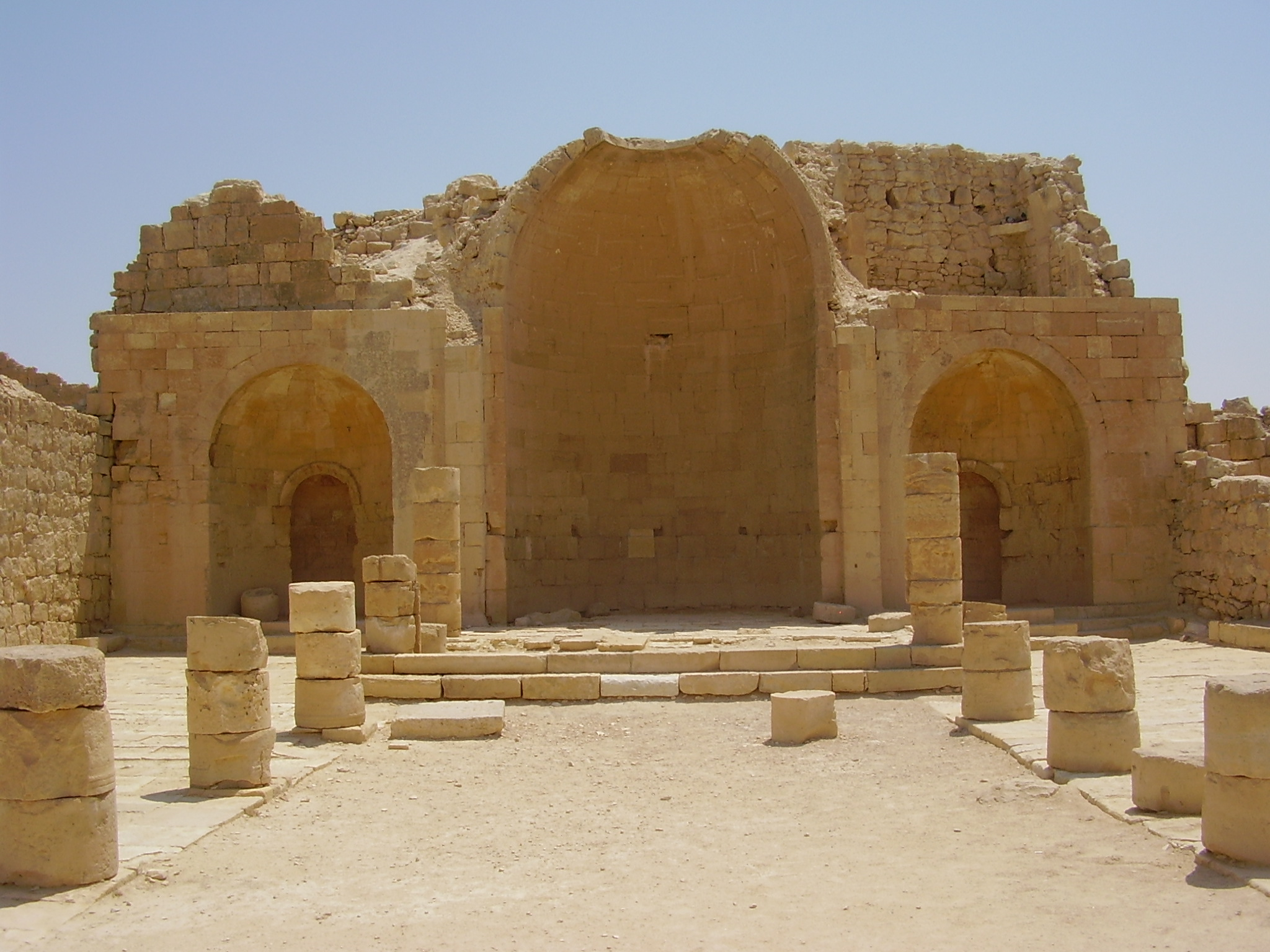
Sobota, ruiny kościoła południowego

Sobota (hebr. שבטה, Sziwta; arab. شبطا, Szibta); także: Sobata, Sziwta, Isbajta, Subajta – miasto  Nabatejczyków, którego ruiny zostały odkryte w Izraelu w zachodniej części pustyni Negew, niedaleko od granicy egipskiej w Niccanie.
Sobota należy do grupy najlepiej zachowanych miast bizantyńskich na pustyni Negew. Położona jest 43 km na południowy zachód od Beer Szewy. Funkcjonowała w okresie istnienia królestwa nabatejskiego, pod koniec okresu panowania rzymskiego oraz w okresie panowania Cesarstwa Bizantyńskiego.
W 2005 izraelski fragment szlaku kadzidlanego, wraz z położonymi na nim nabatejskimi miastami: Sobota, Oboda, Elusa i Mampsis, został wpisany przez UNESCO na listę światowego dziedzictwa kulturowego i przyrodniczego ludzkości.

## Historia
Sobota została założona w I wieku, ale najstarsze ślady funkcjonowania Nabatejczyków w tym rejonie są datowane na I wiek p.n.e. Dokumentacja towarzysząca nominacji miast szlaku kadzidlanego do wpisania na listę światowego dziedzictwa UNESCO wskazuje, że Sobota mogła powstać pod koniec panowania króla Nabatejczyków Obodasa III (30–9 p.n.e.) lub jego syna Aretasa IV (9 p.n.e. do 40 n.e.), a rozwój następował od wieku II, kiedy to Nabatejczycy opanowali sztukę rozwoju rolnictwa i hodowli koni na środku pustyni. W tak niesprzyjających rolniczo warunkach mieszkańcy Soboty uprawiali winogrona, figi, oliwki, rośliny strąkowe i daktyle. Powyższe informacje zostały potwierdzone przez analizę składu odchodów gołębi zachowanych w ruinach gołębników Soboty. Analiza pozwoliła także na identyfikację innej roślinności, w tym turzyc i szczawiu.
Nabatejczycy osiedlili się wówczas w tym miejscu pustyni, ale brakuje dowodów na istnienie Soboty na przestrzeni pierwszych czterech wieków naszej ery. Sobota zajmowała północne obrzeże wadi. Z okresu nabatejskiego odnaleziono dotychczas bardzo mało artefaktów. Encyklopedia archeologiczna Ziemi Świętej wspomina o odkrytej inskrypcji mówiącej o nabatejskim bóstwie Duszara oraz o odkopanych fragmentach ceramiki. Znaczna część najstarszej zabudowy nie została jednak przebadana, a w wielu miejscach dotarcie do potencjalnych śladów uniemożliwiają fundamenty wzniesionych później budowli. Rozwój miasta rozpoczął się w IV wieku i był kontynuowany w wieku V. (A. Segal uważa, że pierwsza bizantyńska osada powstała pod koniec V wieku). Coraz większe tereny wokół miasta były zajmowane pod uprawy, budowano nowe dzielnice, a liczba mieszkańców sukcesywnie wzrastała. Sobota nie została nigdy otoczona murem. Budynki położone na obrzeżu były połączone tak, że ich zewnętrzne ściany tworzyły pas oddzielający miasto od pustyni.
Miasto nie było zlokalizowane w pobliżu ważnych szlaków handlowych. Liczne struktury rolnicze i zaplecze do produkcji rolnej potwierdzają tezę o tym, że egzystencja mieszkańców Soboty była oparta na produkcji rolnej. Można powiedzieć, że miasto miało wówczas charakter rolniczo-monastyczny. W życiu bizantyńskiej społeczności Soboty główną rolę odgrywały wzniesione trzy kościoły, nie tylko w zakresie religijnym, ale i publicznym, administracyjnym i ekonomicznym funkcjonowaniu jej mieszkańców. Szczyt rozwoju miasta miał miejsce w VI w. za czasów Justyniana Wielkiego. Z tego wieku zachowały się dwa papirusy z Niccany, które wspominają o Sobocie używając arabskiej nazwy As-Subajta.

### Okres arabski
W 636, 637 lub 638 roku władzę objęli muzułmanie z Arabii, jednak Umar ibn al-Chattab, kalif arabski z dynastii kalifów sprawiedliwych, okazał się znacznie łagodniejszym władcą od poprzednika i zapewniał chrześcijanom bezpieczeństwo. Muzułmanie wybudowali w Sobocie meczet. Budowla bezpośrednio sąsiadowała z południowym kościołem. Mihrab został wbudowany w ścianę dzielącą meczet od chrześcijańskiego baptysterium, lecz najwyraźniej muzułmanie starali się, by nie uszkodzić zabudowań bazyliki. Wygląda na to, że przez długi czas obie społeczności żyły obok siebie w pokoju. Pokój trwał przez kilka kolejnych wieków, aż do VIII, IX lub X wieku, kiedy miasto przestało istnieć.

### XIX i XX wiek
Pierwszym europejskim uczonym, który odwiedził ruiny Soboty (17 lutego 1870 roku), był Edward H. Palmer, pracujący w imieniu Palestine Exploration Fund. Uczony dokonał wstępnego opisu znalezionego miasta, lecz błędnie powiązał je z biblijnym Sefat (Chorma) (por. Sdz 1,17). Próbę odczytania starych tekstów i opisania zaginionego miasta podjął w początku XX wieku Alois Musil, który odwiedził Sobotę 21–23 lipca 1901. W 1905 teren zaginionego miasta wizytowała ekspedycja École biblique et archéologique française de Jérusalem, którą kierowali dominikanie: Antonin Jaussen (dominikanin, etnolog i archeolog), Raphael Savignac i L.H. Vincent. Na badanym terenie członkowie ekspedycji zidentyfikowali bizantyński cmentarz i kilka grobowców zawierających inskrypcje datowane na koniec IV wieku. Wśród ruin badacze odkryli także inskrypcję pochodzącą z czasów panowania króla nabatejskiego Aretasa IV (9 p.n.e. do 40 n.e.). W okresie 16–24 stycznia 1914 roku teren dawnej Soboty odwiedzili: sir Charles Leonard Woolley, brytyjski archeolog i badacz starożytnego Bliskiego Wschodu, oraz – znany jako Lawrence z Arabii – Thomas Edward Lawrence, brytyjski archeolog, podróżnik i wojskowy. Podczas badań naszkicowali plan miasta, wykonali rysunki kościołów i budynków mieszkalnych. Plan został opublikowany w 1915. W 1916 wykonane zostały fotografie lotnicze terenu, które potwierdziły znaczną dokładność map sporządzonych przez Woolleya i Lawrencea.

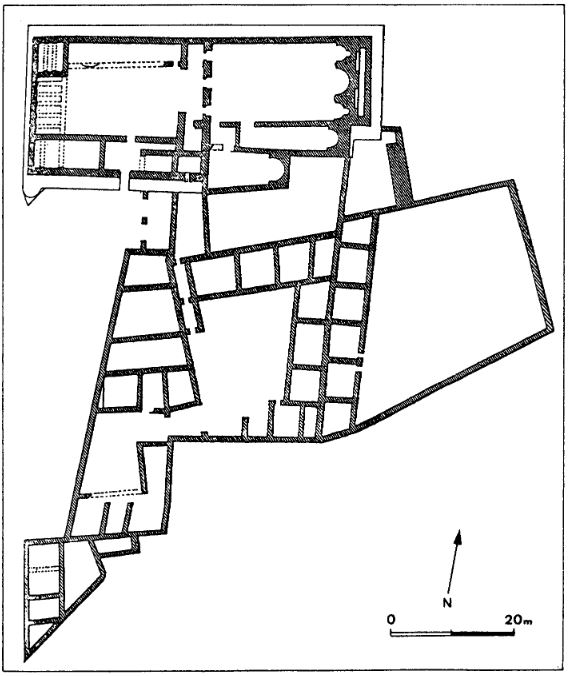
Rzut północnego kościoła w Sobocie (Negew), opublikowany przez Woolley&Lawrece 1914

Ruiny Soboty były następnie badane w latach 1934–1936 (lub 1938) przez amerykańskiego archeologa Harrisa Dunscombe Colta. (Kilka źródeł wskazuje, że archeolog był synem Samuela Colta, amerykańskiego konstruktora i producenta broni strzeleckiej, lecz Samuel Colt zmarł w 1862, a badacz Soboty urodził się w 1901 jako syn Harrisa Dunscombe Colta (Sr.)). Colt prowadził wykopaliska w ramach współpracy z New York University oraz British School of Archaeology in Jerusalem. Glenn Peers twierdzi, że wykopaliska prowadzone przez Colta zostały przerwane pod koniec 1938, gdy zniszczeniu uległ odkopywany dom wraz ze zgromadzonymi artefaktami, sprzętem i dokumentacją. Prace były słabo rejestrowane i wiele znalezisk zostało utraconych.
Wyniki prac Colta nie zostały nigdy opublikowane. W latach 1958–1960 ulice i budynki Soboty zostały oczyszczone przez Zarząd Ochrony Przyrody i Parków Narodowych. W okresie 1979–82 prace wykopaliskowe o niewielkim zakresie prowadził Artur Segal z Uniwersytetu w Hajfie, we współpracy z Uniwersytetem Ben Guriona. Segal wykonał mapę miasta, narysował rzut centralnego kościoła i pięciu prywatnych domostw. Nie opublikowano jednak kompleksowych wyników prac w zakresie stratygrafii, odkrytych drobnych artefaktów (ceramiki, monet), a dotychczasowe publikacje dotyczyły przede wszystkim architektury oraz starożytnego rolnictwa. W 1985 badania północnego kościoła prowadził Josef Szereszewski.

#### UNESCO
W 2005 izraelski fragment szlaku kadzidlanego – w skład którego wchodziła Sobota wraz z trzema innymi nabatejskimi miastami położonymi na pustyni Negew: Oboda, Elusa i Mampsis – został wpisany przez UNESCO na listę światowego dziedzictwa kulturowego i przyrodniczego ludzkości.

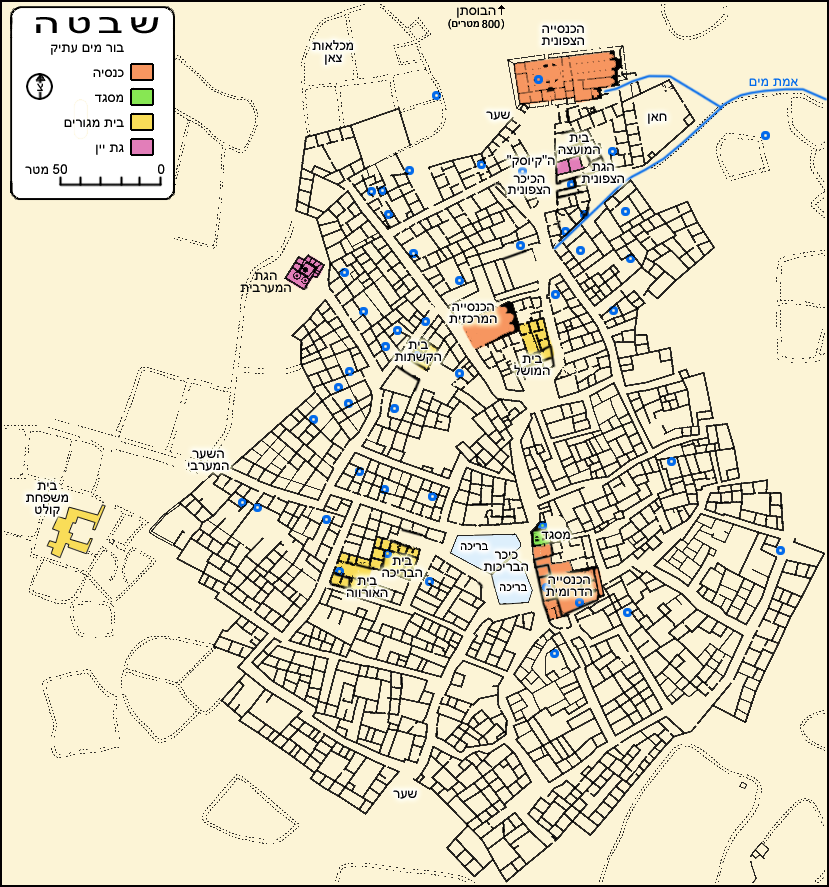
Mapa Soboty

## Opis miasta
Najstarsze odsłonięte zabudowania w Sobocie pochodzą z I wieku. Ze względu na oddalenie od szlaków karawanowych miasto rozwinęło się dopiero pod koniec starożytności, wraz z wprowadzeniem na szeroką skalę produkcji rolnej za czasów bizantyńskich. Bizantyńska Sobota zajmowała powierzchnię ok. 20 akrów i miała 9 ulic zakończonych u wylotu bramami, wzdłuż których rozlokowana była zabudowa. Miasto nie posiadało obwarowań, natomiast domy były budowane w takich sposób, że ich tylne ściany tworzyły naturalny zewnętrzny mur miasta.
Sobota została wybudowana na niejednolitym, eliptycznym planie. Miasto rozszerzało się w południowej i w północnej części, a zwężone było w centrum. Zabudowania zajmują teren o powierzchni 80.762 m², obwód miasta wynosi 1597 metrów przy długości (z północy na południe) 390 m i szerokości 290 metrów. Teren jest niemal płaski – miasto położone jest na trzech bardzo łagodnych stokach. Rozwój miasta rozpoczął się w jego południowej części i rozbudowa rozwijała się ku północy. Ze względu na brak naturalnych źródeł wody utworzono znajdujące się w centrum miasta dwa ogromne rezerwuary o pojemności 1500 m³ oraz system połączonych kanałami cystern przy miejskich budowlach, służących do gromadzenia deszczówki.
W czasach bizantyńskich miasto podzielone było na trzy dzielnice, z których każda posiadała swój własny kościół. Kościół południowy z początku V wieku był trójnawową budowlą z apsydą w nawie centralnej i prostokątnymi bocznymi pastoforiami. W VI wieku pastoforia zostały przebudowane w apsydy, których wnętrze pokryto malowidłami. Noszący wezwanie św. Jerzego kościół północny z VI wieku stanowił część większego kompleksu klasztornego liczącego ponad 40 pomieszczeń. Trójnawowa, ozdobiona mozaikami bazylika o wymiarach 21×15 m połączona była narteksem ze znajdującym się przed nią atrium o wymiarach 12×10 m. Wzniesiony w V lub VI wieku kościół centralny był trójnawową budowlą o wymiarach 18×14 m, poprzedzoną wąskim atrium.

### Transport
Ulice Soboty były utworzone w sposób typowy dla nieplanowanych osad i osiedli, w których układ komunikacyjny powstaje w końcowym etapie zabudowy terenu i jest dopasowywany do powstałej już zabudowy. Drogi nie były utwardzane. Niektóre fragmenty układu komunikacyjnego Soboty są regularne, o jednolitej szerokości. W innych zaś miejscach układ ulicy był wyznaczany przez istniejące zabudowania, a same trakty mają zmienną szerokość od 4 do 5 metrów. Ulice południowej części Soboty są węższe niż w części północnej. Główna arteria miasta przebiegała na osi północ-południe. Od wjazdu po stronie południowej wiodła ku kościołowi zlokalizowanemu w południowej części miasta oraz sąsiadującemu z nim podwójnemu basenowi, dalej w górę przez plac obok „domu gubernatora” i centralnego kościoła, aż do placu w północnej części miasta. Opisana trasa nie jest jednak jednolita, lecz składa się z odcinków o różnej szerokości. Natomiast ulica wiodąca od „domu gubernatora” w kierunku północno-zachodnim była (co najmniej na odcinku na północ od kościoła centralnego) najprawdopodobniej zaplanowana, bowiem jest prosta i o jednakowej szerokości na trasie swojego przebiegu. Podobnie regularny przebieg ma ulica biegnąca od placu w północnej części miasta ku północno-zachodniemu krańcowi miasta.

## Zabytki
Część odkrytych przez ekspedycję Colta artefaktów nie została dotychczas opisana. Nie jest znane przeznaczenie części budynków dawnej Soboty. Odkryte budowle były wznoszone z twardego wapienia, a elementy architektoniczne, którym nadano łukowate kształty, zostały wykonane z miększych skał. Wśród zachowanych części budowli w Sobocie trzy kościoły, dom gubernatora, kamienne mury, stajnie, zbiorniki wodne i trzy tłocznie do wina.

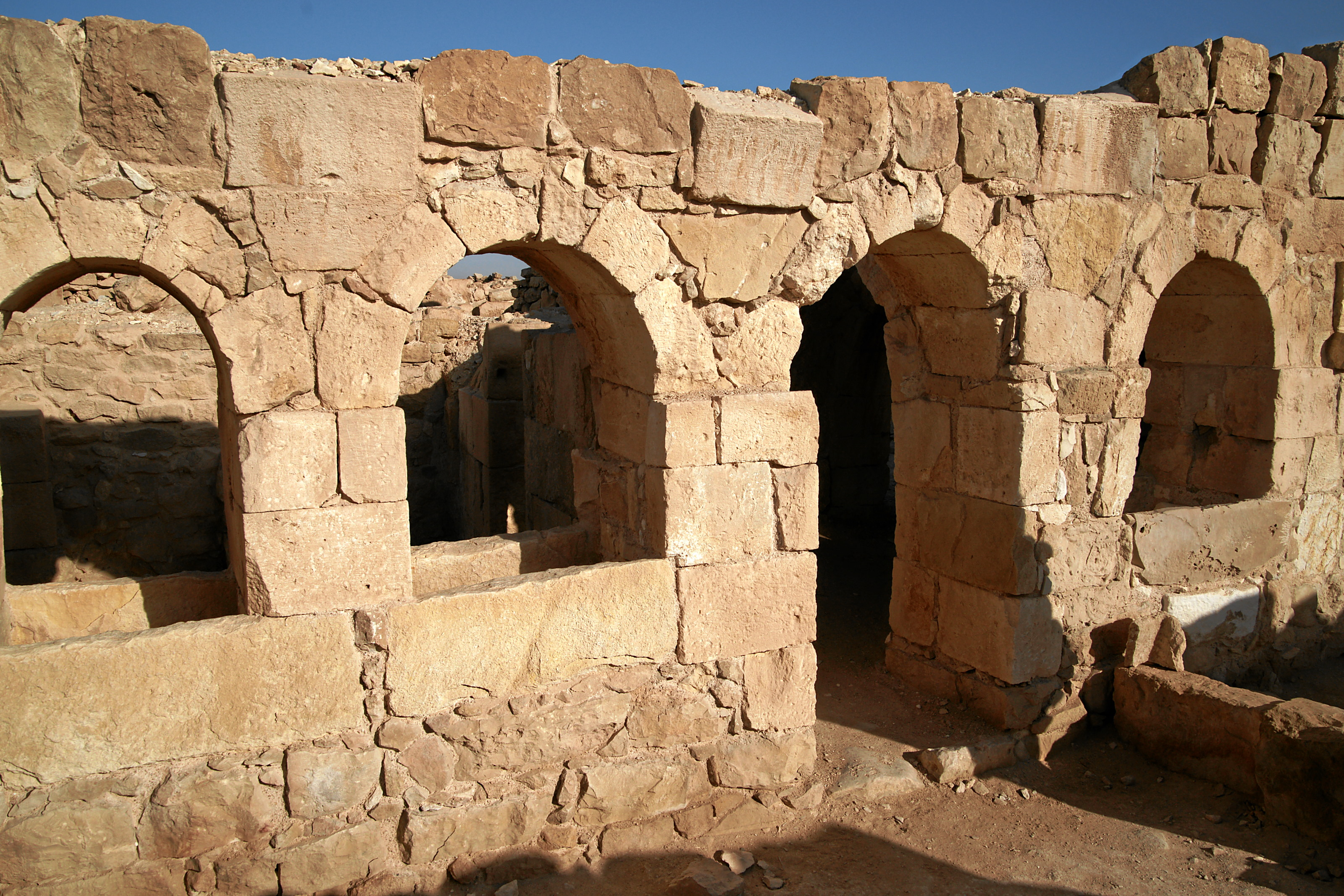
Zagroda – zabudowanie gospodarcze (stodoła)

### Zachowane zabudowania mieszkalne
Typowe domostwa były lokowane wokół wewnętrznego dziedzińca, co pozwalało zachować nieco swobodnej przestrzeni z dostępem do światła. Zewnętrzne ściany domów w większości nie posiadały okien wychodzących na ulicę. Każdy dom był wyposażony we własną cysternę, do której za pośrednictwem wbudowanych w ściany terakotowych rur doprowadzana była deszczówka spływająca z dachów.

Kanały wodne w Sobocie

### Publiczny system zaopatrzenia w wodę
Miasto miało rozbudowany system zaopatrywania w wodę. Możliwe, że nieco chaotyczny układ ulic Soboty był związany z funkcjonowaniem systemu zbierania wody z całego terenu miasta. Zarówno dachy budynków, ulice, jak i place były przystosowane do odbioru i transportu wód opadowych. W centralnej części miasta zlokalizowany był podwójny rezerwuar. Ułożone równolegle kanały zbierały deszczówkę z ulic i kierowały ją do cysterny. Po zapełnieniu pierwszej cysterny ukształtowanie kanałów powodowało skierowanie nadmiaru do kolejnej cysterny, która była zlokalizowana pod narteksem kościoła południowego. Drugi, równoległy kanał kierował wodę bezpośrednio do podwójnego rezerwuaru, który był w stanie pomieścić 1550 m³ lub nawet 1900 m³ wody.

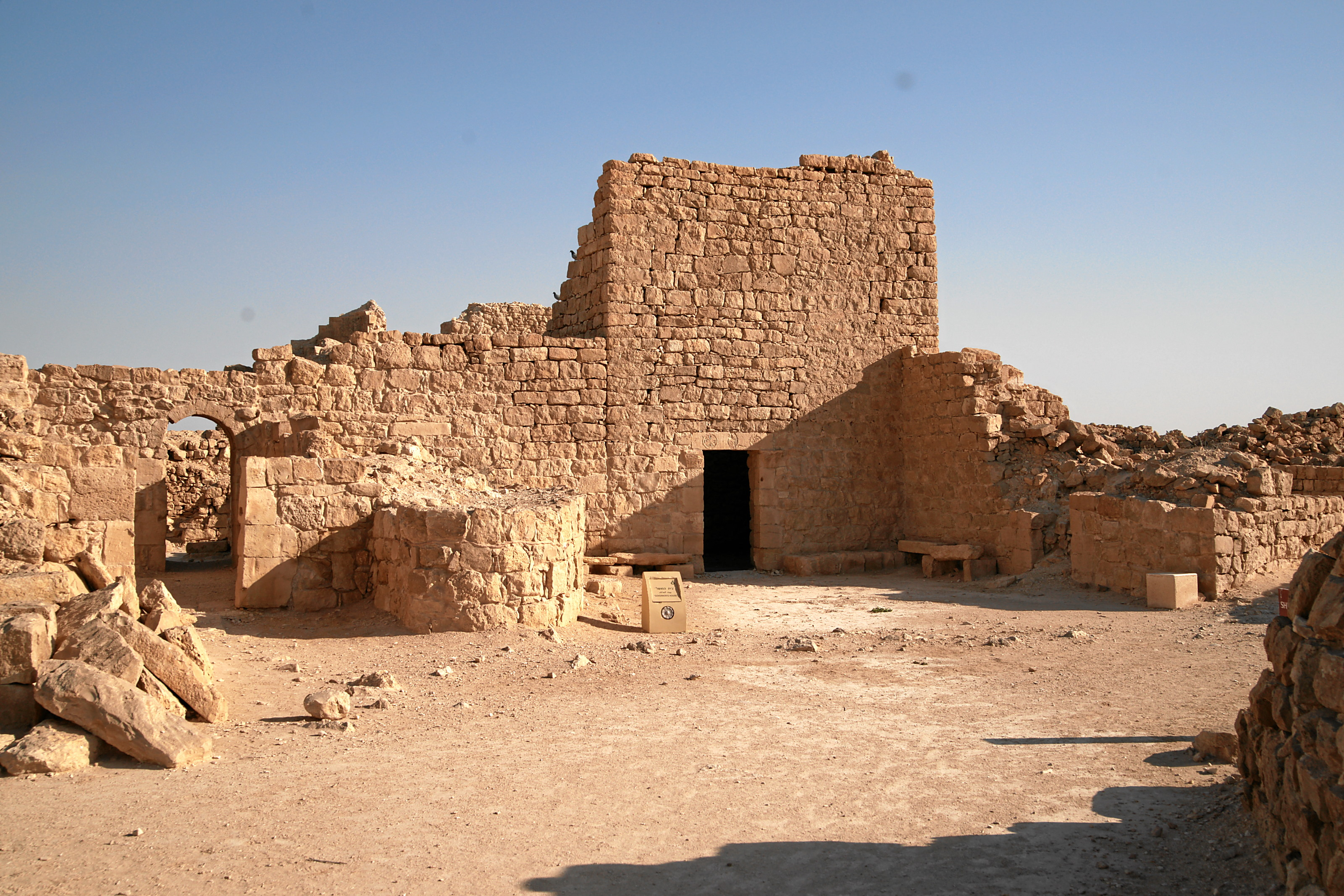
„Dom gubernatora” w Sobocie

### „Dom gubernatora”
Na południe od kościoła wzniesionego w centralnej części Soboty istniał budynek, przy którym wybudowano trzypiętrową wieżę. Konstrukcja i fakt posiadania wieży wskazuje na przeznaczenie publiczne, więc budynek bywa nazywany „domem gubernatora”. Przed budynkiem istniał mały plac o nieregularnym kształcie, będący skrzyżowaniem ulic.

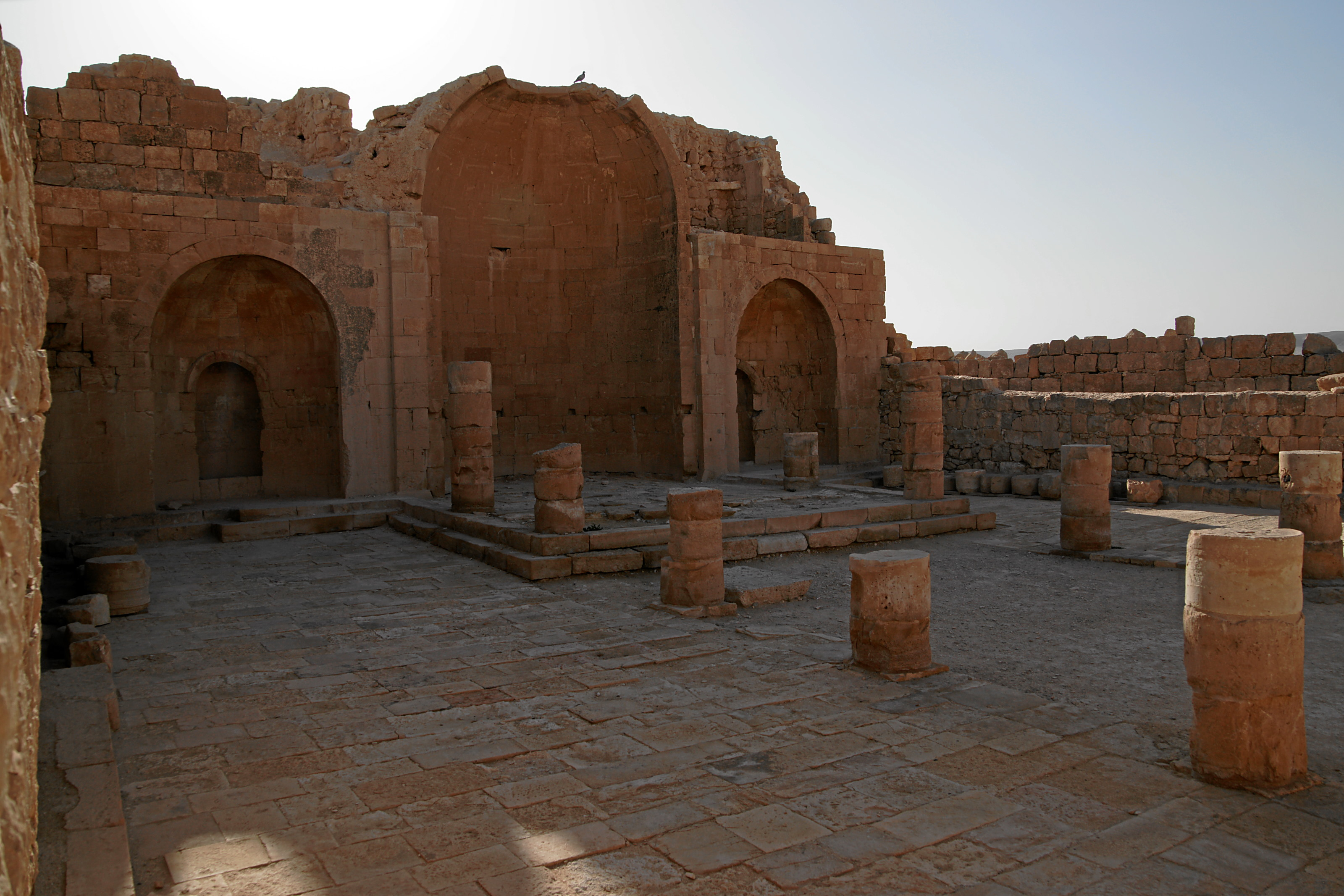
Kościół południowy w Sziwcie

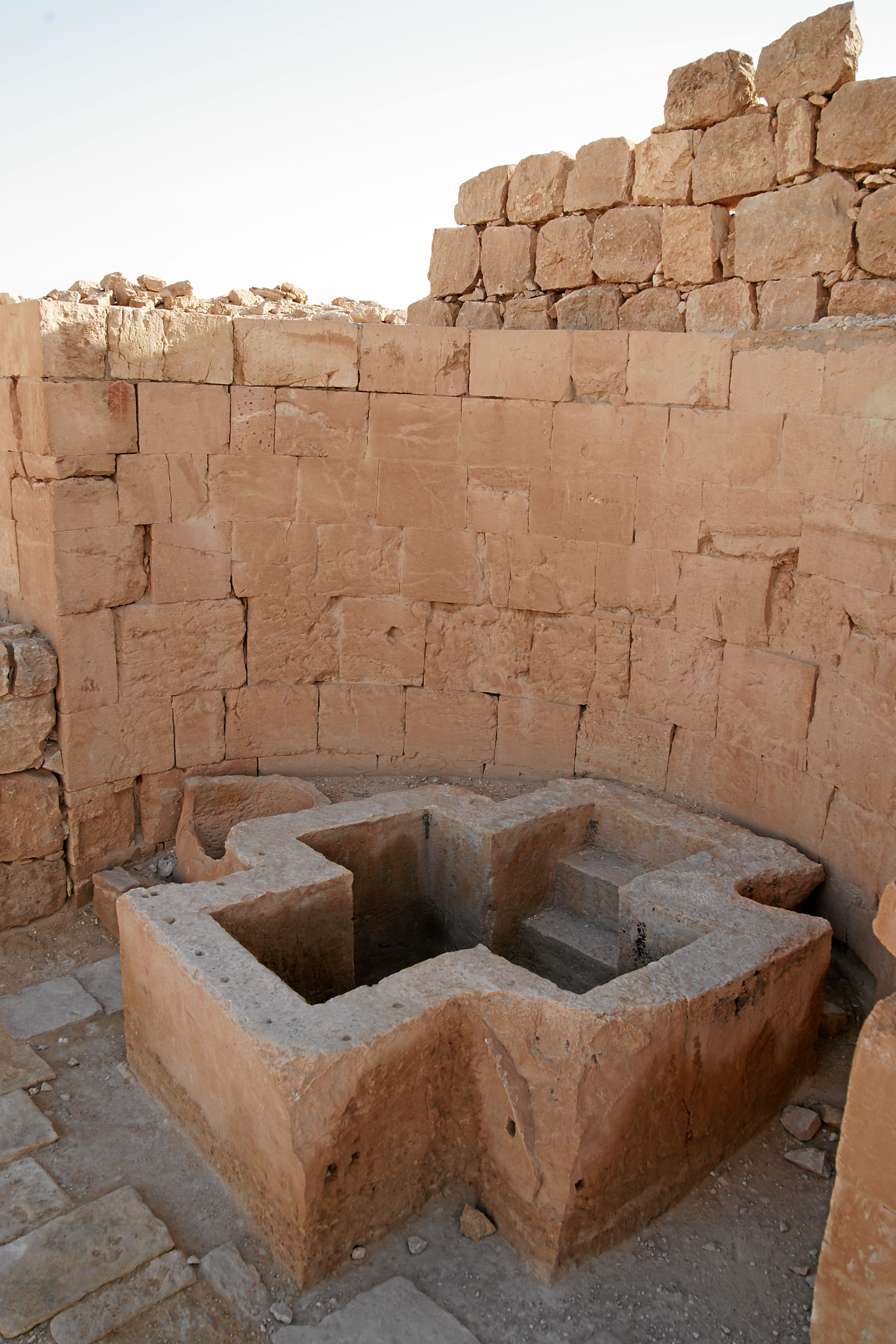
Baptysterium w kościele południowym

### Trzy kościoły i meczet

#### Kościół południowy
Położony w południowej części miasta kościół został wybudowany na lekkim wzniesieniu w V wieku i jest najprawdopodobniej najstarszym kościołem Soboty. Kościół ten był najprawdopodobniej pod wezwaniem św. Szczepana. Został wzniesiony w okresie, gdy osada już istniała. Świadczy o tym plan, który najwyraźniej jest przystosowany do terenu, jaki budowniczowie mieli do dyspozycji. Budowla nie ma atrium, a do narteksu (pod którym była ulokowana miejska cysterna) wchodziło się bezpośrednio z ulicy. Przy wejściu zachowała się inskrypcja, która potwierdza częste wizyty pielgrzymów w tym kościele. Bazylika ma wymiary 19 × 14,30 m.

Absyda kościoła południowego: indukowana luminescencja ujawniła na wczesnochrześcijańskim malowidle ściennym Przemienienia Pańskiego niewidzialne promienie świecące od postaci Chrystusa.
Objaśnienie oznaczonych detali:
3a: Postać po lewej stronie Chrystusa,
3b: Oblicze Chrystusa,
3c: Górna część głowy Piotra,
3d: Cała postać Jana.

W południowej absydzie zachowały się fragmenty fresku, który być może przedstawiał scenę Przemienienia Jezusa. Malowidła ścienne zdobiły najprawdopodobniej ściany wszystkich trzech kościołów. Świadczą o tym nieliczne pozostałości, które są nadal obserwowane in situ. Ale tylko fresk Przemienienia Pańskiego w kościele południowym, pomimo skrajnego fragmentarycznego stanu, pozwala na okrycie fragmentów swojej oryginalnej ikonografii. Fresk został namalowany na górnej półkuli absydy o wymiarach 2,5 m × 2,0 m. W północnej części absydy zachowała się większość kolorów i detali obrazu, a w południowej części pozostały tylko nieliczne ślady farby. Ten fragment fresku został wycięty z budowli i przeniesiony do Muzeum Rockefellera w Jerozolimie.
Po obu stronach absydy znajdowały się pastoforia – małe, kwadratowe pomieszczenia, w których były przechowywane relikwiarze, co – zdaniem Szelomo Margalita, profesora Uniwersytetu Hebrajskiego – potwierdzało tezę o sprawowanym tutaj kulcie świętych i męczenników. Pastoforia zostały z czasem przebudowane na mniejsze absydiole, w których umieszczono relikwiarze. Dzięki zachowanej inskrypcji wiadomo, że aneks przy kościele został wybudowany w latach 415–430. Inna inskrypcja informuje, że posadzka w południowej nawie kościoła została ułożona w 640 roku lub w 639, „w okresie sprawowania funkcji przez biskupa Jerzego oraz archidiakona i ekonoma Piotra”. Wspomniana przebudowa była więc prowadzona w sześć lat po podbiciu Gazy przez Amr Ibn al-Asa. W pomieszczeniu położonym na północ bezpośrednio przy baptysterium wybudowany został meczet, którego mihrab wnikał do baptysterium i w sposób zauważalny blokował dawne północne wejście do kościoła.
Brakuje artefaktów lub inskrypcji, które mogłyby potwierdzać tezę o klasztornym przeznaczeniu kościoła, ale zdaniem badaczy architektura północnej części budowli może sugerować, że przy tym kościele funkcjonowała mała społeczność. Nie ma pewności, czy byli to mnisi w tradycyjnym rozumieniu, czy też spontaniczna wspólnota dóbr chrześcijan. O takich formach komuny wiernych w V wieku wspominał Augustyn z Hippony, Ambroży z Mediolanu i Sozomenos.

#### Baptysterium
W kościele zachowała się sadzawka chrzcielna (baptysterium) wykuta na planie krzyża z jednego bloku skalnego.

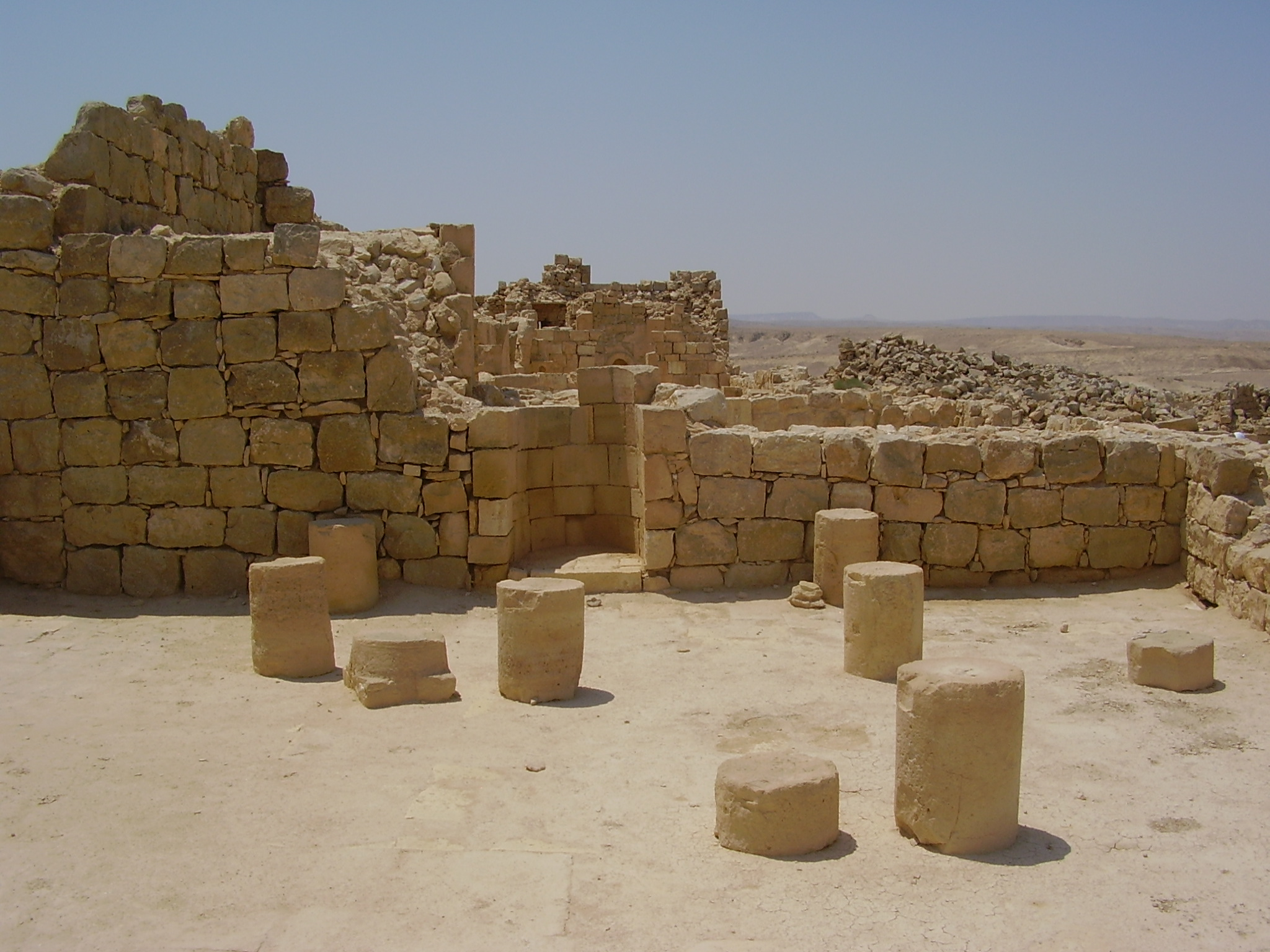
Ruiny meczetu przy kościele południowym w Sobocie. Mihrab wnika w przestrzeń baptysterium kościoła chrześcijańskiego

#### Meczet
Pojawienie się w VII wieku nowej religii nie wprowadziło w życiu Soboty drastycznych zmian, jakie były udziałem znacznej części regionu podczas wczesnego okresu islamskiego. Wybudowanie nowej, wolnostojącej świątyni, w której muzułmanie mogliby sprawować modlitwy, nie wprowadziło tutaj konieczności usuwania istniejących budowli. Meczet w Sobocie był stosunkowo skromnej wielkości, obejmował niewielki dziedziniec, który prowadził do trapezowatej sali modlitw. Został wpasowany w przestrzeń przy południowym kościele. Przylegał do baptysterium kościoła południowego, a mihrab został wbudowany w ścianę dzielącą meczet od chrześcijańskiego baptysterium, lecz najwyraźniej muzułmanie starali się nie uszkodzić zabudowań bazyliki. Wygląda na to, że przez długi czas obie społeczności żyły obok siebie w pokoju. Meczet jest jedyną poznaną pozostałością po arabskim okresie Soboty.

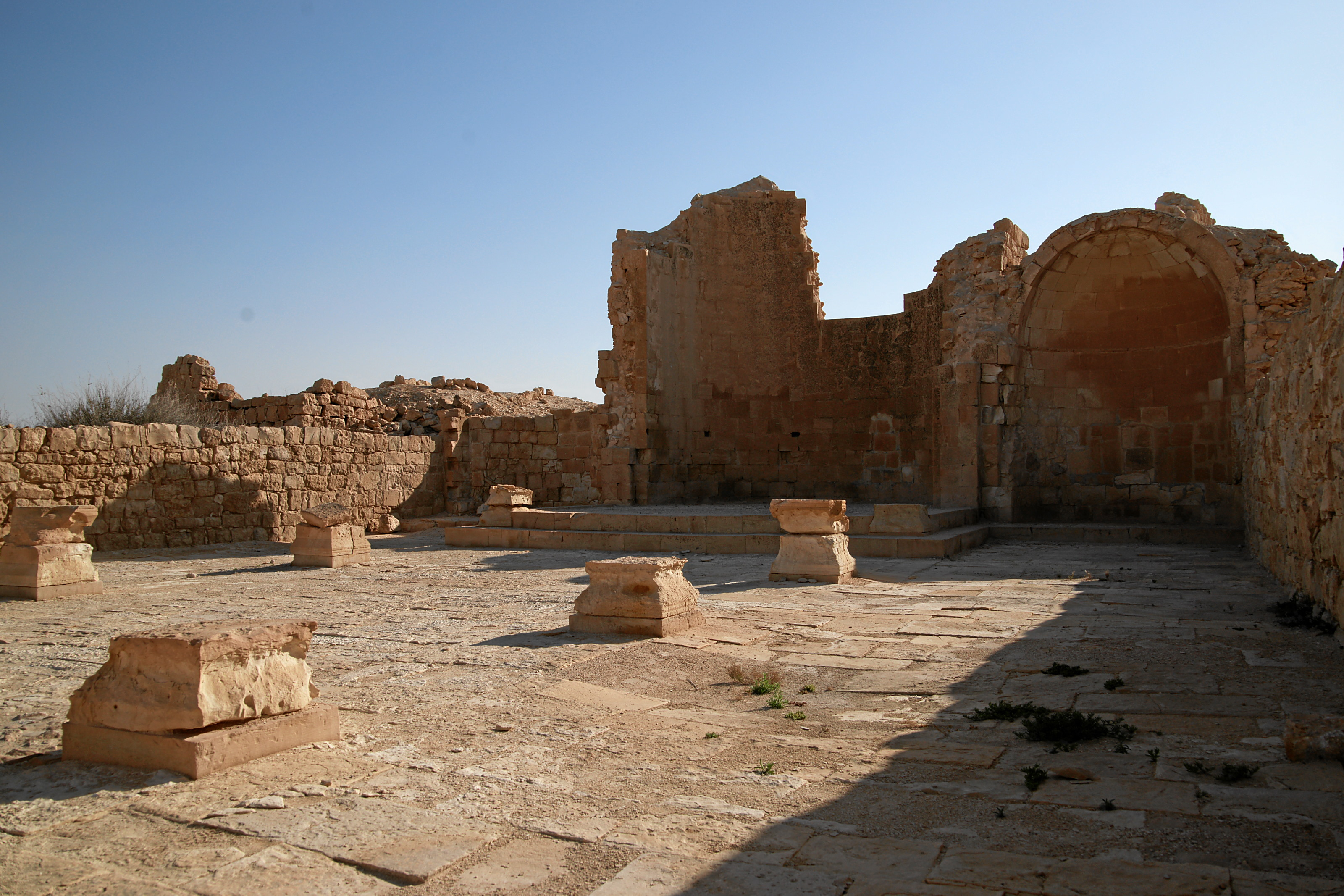
Kościół centralny

#### Kościół centralny
Położony centralnie kościół jest najmłodszym kościołem w mieście. Został wybudowany w okresie, gdy już istniała przylegająca do niego ulica, a poniżej poziomu terenu, na którym został wzniesiony, znajdowała się cysterna. Po wzniesieniu kościoła cysterna zachowała swoją funkcję, a wpust zbieranej wody znajdował się wewnątrz kościoła. Z ulicy do kościoła wiodło przejście przez przedsionek o trzech łukach. Bazylika o wymiarach 17 × 14 m miała trzy absydy. W obrębie zabudowań odnaleziono tylko jedną inskrypcję. Była to inwokacja do świętego Szczepana. Do bocznych absyd przylegają zabudowania, które prawdopodobnie mogły pełnić funkcje klasztoru. Prawdopodobnie kościół nie był wznoszony z przeznaczeniem klasztornym, ale zdobione wejście i symbolika chrześcijańska na nadprożu głównego wejścia sugerują, że po jakimś czasie został przekształcony w monastyr. Takie przeznaczenie potwierdza pośrednio wyposażenie budowli w wieże, które – zgodnie z kanonami starożytnej architektury klasztornej – służyły mnichom jako schronienie podczas zagrożenia.

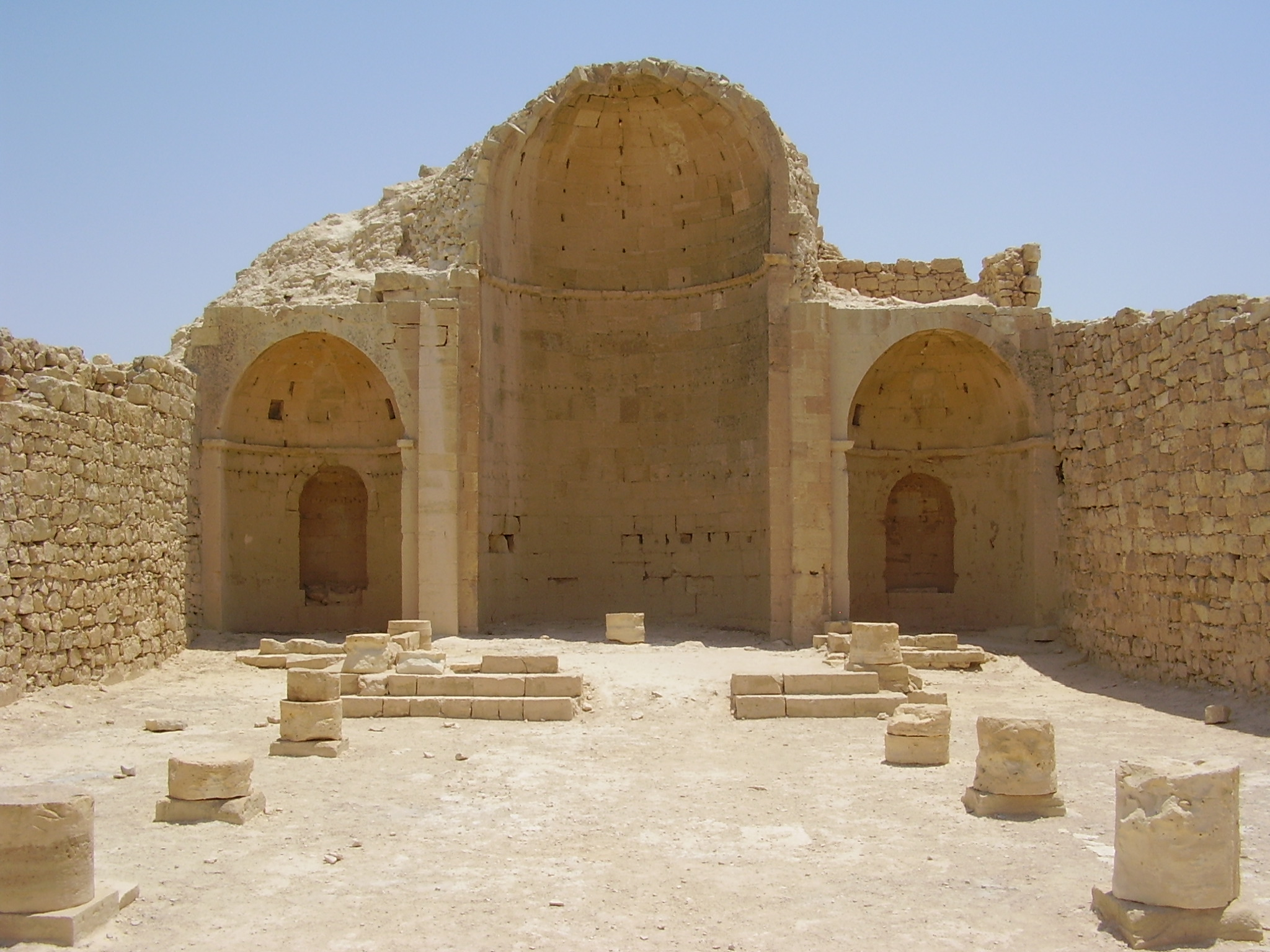
Kościół północny

#### Kościół północny
Trzeci kościół w Sobocie był zlokalizowany na północnym krańcu miasta, przy niewielkim placu. Był najzgrabniejszym i najelegantszym kościołem w Sobocie. Najwyraźniej budowniczowie nie byli ograniczeni sąsiadującymi budowlami i mogli swobodnie rozplanowywać funkcje budowli. Został wzniesiony w IV wieku i miał wówczas jedną absydę. Dwie boczne – zawierające nisze na relikwie – zostały dobudowane w VI wieku. Wówczas także powstała kaplica, w której zachowała się mozaika, oraz baptysterium, w którym zachowały się groby duchownych. Groby zachowane w kościele i w atrium pochodziły z lat 506–646, zaś w grobowcach wybudowanych w baptysterium dokonywano pochówków chrześcijan w okresie 614–679. W atrium zachowała się wielka cysterna oraz kolumna słupnika. Inni badacze są zdania, że zachowana kolumna była fragmentem pomnika świętego mnicha, który mieszkał w okolicy miasta
W latach 20. XX wieku badacze odnotowali istnienie w apsydzie baptysterium kościoła północnego śladów malowidła ściennego, jednak ślady te nie były wówczas poddawane badaniom. W sierpniu 2018 naukowcy z Uniwersytetu Hajfy opublikowali wstępne wyniki badań zachowanej we fragmentarycznym stanie ikonografii. Naukowcy odkryli w zwieńczeniu apsydy ślady malowidła przedstawiającego fragmenty postaci, które prawdopodobnie stanowiły część większej sceny, która – biorąc pod uwagę lokalizację malowidła bezpośrednio nad sadzawką chrzcielną – przedstawiała chrzest Jezusa w Jordanie. Jeden fragment przedstawia twarz młodego mężczyzny o krótkich kręconych włosach, pociągłej twarzy, wydłużonym kształcie nosa i dużych oczach. Zlokalizowana na lewo od niej twarz jest szersza i otoczona aureolą. Zgodnie z wczesnochrześcijańską konwencją ikonograficzną, Jan Chrzciciel bywał przedstawiany jako wyraźnie większa postać niż Chrystus. Wizerunek Chrystusa jako młodzieńca miał symbolizować młodość, jako wyraz przedstawiania chrztu jako odrodzenia. Pozostałe szczegóły malowidła pokryte są warstwą nagromadzonego pyłu i błota. Naukowcy ocenili czas powstania malowidła na VI wiek i zapowiedzieli dalsze jego badania.
Budowla była w istocie dużym kompleksem połączonych budynków. Bazylika o wymiarach 19 × 12 m łączyła się z przestronnym atrium otoczonym od strony zachodniej pokojami mieszkalnymi, po stronie południowej od bazyliki znajdowała się kaplica i baptysterium. Pokoje mieszkalne były połączone korytarzem z pomieszczeniem, które mogło pełnić funkcję jadalni. Północna ściana atrium była pokryta mozaikami. Zlokalizowane w atrium schody prowdziły na wyższą kondygnację. Biorąc pod uwagę wielkość i funkcje budowli, naukowcy w większości przyjmują, że kompleks został wzniesiony jako klasztor. Teza o monastycznym przeznaczeniu obiektu znajduje potwierdzenie w epigrafice. Inskrypcja na grobowcu w baptysterium wspomina zmarłego 4 stycznia 630 „po trzykroć błogosławionego Arseniusa (syna) z Abraamios, mnicha i kapłana”. Naukowcy, powołując się na te odkrycia, wyciągają także wniosek o kulcie, jakim społeczność północnego kościoła otaczała świętych i męczenników.
Po obu stronach absydy znajdowały się pastoforia, w których były przechowywane relikwiarze, co zdaniem Szelomo Margalita, profesora Uniwersytetu Hebrajskiego, potwierdzało tezę o sprawowanym tutaj kulcie świętych i męczenników.
Część ścian i posadzek klasztoru wyłożono marmurem, co mogło świadczyć o zamożności lub o tym, że klasztor i kościół był budowany i utrzymywany z kasy cesarstwa. Zabudowania gospodarcze klasztoru wyposażono we własną tłocznię do winogron. Wspólnota klasztorna najprawdopodobniej zajmowała się rolnictwem oraz obsługą ruchu pielgrzymkowego i turystycznego. Obok kościoła istniała duża budowla, zintegrowana z jego budynkiem. Był to budynek klasztorny o kilkudziesięciu pokojach rozmieszczonych wokół centralnego dziedzińca.
Pochodząca z IX wieku kuficka inskrypcja na tynku północnej ściany atrium i północnej eksedry natreksu zawierała wezwania do Boga.

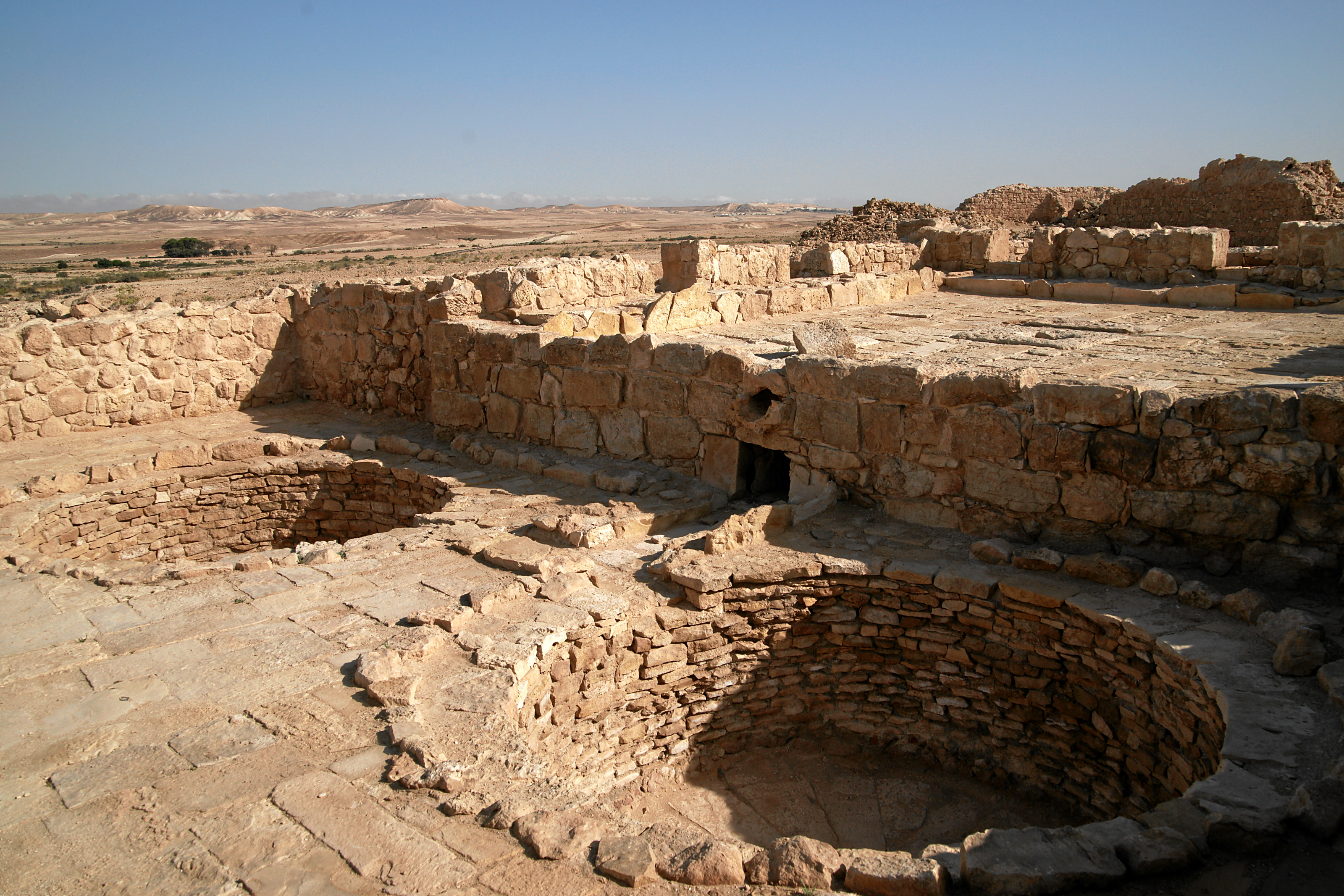
Tłocznia do wina w Sziwcie

### Prasa winna
W bezpośrednim sąsiedztwie północnego kościoła wybudowano zbiornik, w którym udeptywano zebrane winogrona, a wygnieciony sok był odprowadzany terakotową rurą do kwadratowego zbiornika, skąd trafiał do zbiornika osadowego. Podobna prasa została odkryta w pobliżu obecnego parkingu. Łącznie w Sobocie funkcjonowały trzy takie prasy.

### Zagroda bizantyńska
W okolicy drogi dojazdowej do Soboty znajduje się zrekonstruowana zagroda z okresu bizantyńskiego, w której naukowcy badali starożytne techniki, pozwalające mieszkańcom miasta uzyskiwać obfite zbiory winogron, fig, oliwek, granatów, moreli, orzeszków i chleba świętojańskiego. Naukowcy badali także czas potrzebny do wybudowania takiego gospodarstwa. Ustalili, że zabudowania wznoszone przez rodzinę z kilkorgiem dzieci mogły być ukończone w ciągu dwóch lat.

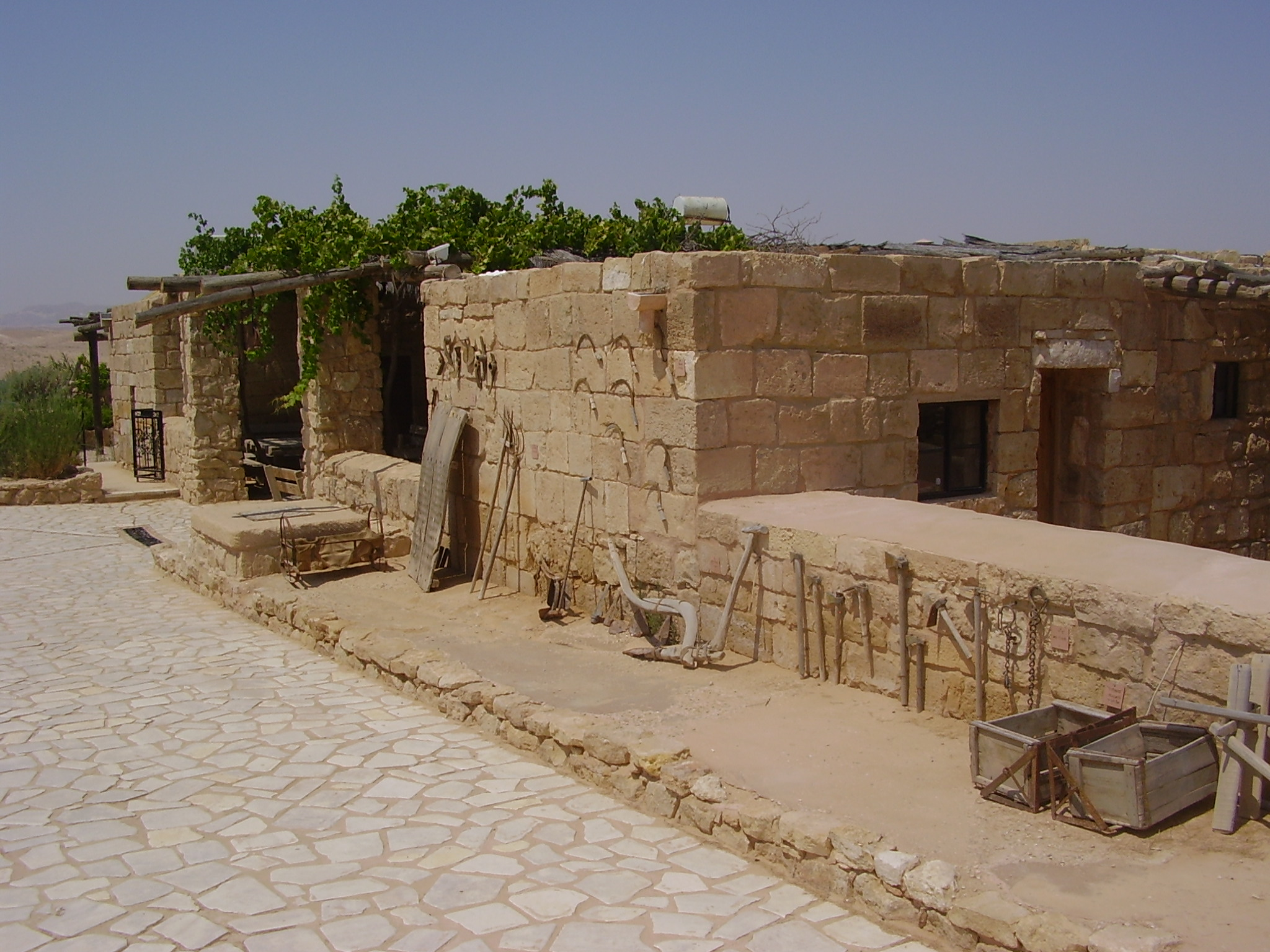
Dom Harrisa D. Colta

### Dom Colta
Dodatkową atrakcją turystyczną jest dom Harrisa Dunscombe Colta, który kierował pracami archeologicznymi w latach 1934–1936 (lub 1938). Nad wejściem widoczny jest napis w języku greckim, który można przetłumaczyć: „Na szczęście. Colt zbudował (ten dom) z własnych pieniędzy”.

### Micpe Sziwta
Sześć kilometrów od miasta znajdują się ruiny dużej zabudowy klasztornej, nazywanej Micpe Sziwta. Nazwę można przetłumaczyć jako Punkt Widokowy (arab. miszrifa) na Sziwtę (Sobotę). Zarówno Edward H. Palmer, który wizytował Sobotę i Micpe Sziwta w 1870 roku, jak i Alois Musil, który był tutaj w 1901, identyfikowali zabudowania z rzekomą rzymską fortecą. Dopiero Leonard Woolley i Thomas Edward Lawrence zwrócili uwagę na szczegóły architektoniczne doprowadzonych do ruiny budowli oraz fragmenty ceramiki, dzięki czemu sformułowali pogląd, że są to pozostałości po zabudowie klasztornej. W 1979 roku, działając w imieniu Israel Department of Antiquities, badania archeologiczne klasztoru prowadził J. Baumgarten. Wejściowa brama wiedzie przez otwartą przestrzeń ku pozostałościom budowli (12 × 14,5 m) o nieznanej funkcji. Woolley i Lawrence przypuszczali, że mogła to być siedziba przełożonego klasztoru lub dom gościnny, natomiast Baumgarten nie znalazł podstaw do wysuwania własnej hipotezy. Obok znajdował się prosty dom modlitw o wymiarach 18,2 × 6,6 m z apsydą o głębokości 1,9 m. Odkryte pomieszczenia, które częściowo były murowane, a częściowo wykute w skale, zostały przez Baumgartena zinterpretowane jako cele mnichów. Archeolog datował odkryte zabudowania na późny okres bizantyński. W budowli widział także zajazd na pustyni, o którym wspominał Anonimus Piacentinus, anonimowy pielgrzym, który ok. 570 odwiedził Ziemię Świętą. Anonimus opisywał „fort-dom gościnny (xenodochium) położony dwadzieścia mil na południe od Elusy, który stanowił pewnego rodzaju schronienie dla podróżnych i żywił pustelników”. Dotychczas została odsłonięta jedynie niewielka część budowli.